# روزاريو روميو
روزاريو روميو (بالإيطالية: Rosario Romeo)‏ هو مؤرخ وسياسي إيطالي، ولد في 11 أكتوبر 1924 في جاري في إيطاليا، وتوفي في 16 مارس 1987 في روما في إيطاليا. حزبياً، نشط في الحزب الجمهوري الإيطالي. في انتخابات البرلمان الأوروبي 1984، انتخب عضو في البرلمان الأوروبي عن دائرة إيطاليا لترشحه ضمن  قائمة الحزب الجمهوري الإيطالي، وقد انضم خلال فترته النيابية (24 يوليو 1984 – 16 مارس 1987)  للكتلة البرلمانية مجموعة حزب الديمقراطيين الليبراليين والإصلاحيين الأوروبيين ‏.